# Сејберси Лазаревац
Сејберси Лазаревац су клуб америчког фудбала из Лазаревца, у Србији. Основани су 2013. године и своје утакмице играју на стадиону ФК Колубара. Тренутно се не такмиче ни у једном рангу.